# Niviventer fengi
Niviventer fengi és una espècie de mamífer rosegador de la família dels múrids. Viu a la vall de Gyirong, al Tibet, prop de la frontera entre la Xina i el Nepal. Té una llargada de cap a gropa de 105-160 mm, la cua de 150-216 mm i un pes de 40-91 g. El seu pelatge, suau i espès, és marró al dors i blanc al ventre. Fou anomenat en honor del professor Zuo-Jian Feng, de l'Institut de Zoologica de l'Acadèma Xinesa de les Ciències.